# Agrotis daguerrei
Agrotis daguerrei là một loài bướm đêm trong họ Noctuidae.